# Walter Pearson (Pokerspieler)
Walter Clyde „Puggy“ Pearson (* 29. Januar 1929 in Adairville, Kentucky; † 12. April 2006 in Las Vegas, Nevada) war ein professioneller US-amerikanischer Pokerspieler. Er gewann 1973 das Main Event der World Series of Poker und sicherte sich insgesamt vier Bracelets bei dieser Turnierserie. Der Amerikaner ist Mitglied der Poker Hall of Fame und wurde 2019 als einer der 50 besten Spieler der Pokergeschichte genannt.

## Pokerkarriere

### Werdegang
Pearson wuchs in einer Familie mit neun Geschwistern in Tennessee auf. Er erhielt seinen Spitznamen „Puggy“ durch einen Kindheitsunfall mit 12 Jahren, der ihm eine missgebildete Nase bescherte. Pearson verließ die Schule in der fünften Klasse und trat im Alter von 17 Jahren der US Navy bei, der er drei Jahre lang diente. Als er bereits als einer der besten Poolspieler der Welt bekannt war, interessierte er sich während seines Dienstes mehr für Poker und Glücksspiele.
Vor 1949 waren alle Pokerspiele Cash Games, ein Spieler konnte also jederzeit seine Chips in Geld umtauschen und gehen. Pearson führte die Idee eines Freezeout-Pokerturnieres ein und teilte sie mit dem Spieler Nick Dandolos. Dieser erzählte später dem berühmten Kasinobesitzer Benny Binion von dieser Idee, der daraufhin die World Series of Poker (WSOP) gründete. Deshalb kann Pearson auch als Vater der Pokerturniere bezeichnet werden.
Pearson gewann das Main Event der WSOP 1973 in Las Vegas, nachdem sein A♠ 7♠ die Hand K♥ J♠ von Johnny Moss besiegt hatte. Insgesamt gewann Pearson vier Bracelets der WSOP, davon zwei in der Variante Seven Card Stud. 1987 wurde Pearson im Alter von 58 Jahren in die Poker Hall of Fame aufgenommen. Im Rahmen der 50. Austragung der World Series of Poker wurde er im Juni 2019 als einer der 50 besten Spieler der Pokergeschichte genannt.
Pearson rauchte regelmäßig Zigarre, während er spielte. Er war der einzige Pokerspieler, der alle WSOP von 1970 bis 2005 besuchte. Im April 2006 starb er im Alter von 77 Jahren in Las Vegas.

### Braceletübersicht
Pearson kam bei der WSOP zwölfmal ins Geld und gewann vier Bracelets:
| Jahr | Buy-in (in $) | Turnier                             | Teilnehmer | Preisgeld (in $) |
| ---- | ------------- | ----------------------------------- | ---------- | ---------------- |
| 1971 | 01.000        | Limit 7 Card Stud                   | 10         | 010.000          |
| 1973 | 04.000        | Limit 7 Card Stud                   | 08         | 032.000          |
| 1973 | 01.000        | No Limit Hold’em                    | 17         | 017.000          |
| 1973 | 10.000        | No Limit Hold’em World Championship | 13         | 130.000          |